# Понте Нативо (Асколи Пичено)
Понте Нативо (итал. Ponte Nativo) насеље је у Италији у округу Асколи Пичено, региону Марке.
Према процени из 2011. у насељу је живело 20 становника. Насеље се налази на надморској висини од 271 м.